# Yaxcopoil (Umán)
Yaxcopoil es una pequeña localidad del municipio de Umán en el estado de Yucatán, México. La población está ubicada a una distancia de 35 kilómetros al suroeste de Mérida, la capital del estado y 20 km al sur de la ciudad de Umán.
El poblado actual de lo que es actualmente Yaxcopoil se encuentra en torno a una vieja hacienda del siglo XVII de la cual era parte integrante y que lleva el mismo nombre de Yaxcopoil.
El casco histórico  de la hacienda ha sido rehabilitado pero no restaurado y constituye una visita turística en la que se pueden apreciar aspectos precolombinos de la cultura maya -ya que hay yacimientos arqueológicos-, y la arquitectura de las haciendas coloniales de México, además del funcionamiento industrial de una antigua desfibradora de henequén.

## Toponimia
Yaxcopoil es un toponímico que en idioma maya significa "lugar de los álamos verdes". 

## Datos historícos
Sobre la fundación de Yaxcopoil no hay datos exactos, aunque se sabe que la región en la que está enclavada la población formó parte de la jurisdicción de Ah Canul antes de la conquista de Yucatán.

## Importancia histórica
Tuvo su esplendor durante la época del auge henequenero y emitió fichas de hacienda que son de interés para los numismáticos por su diseño.

## Galería

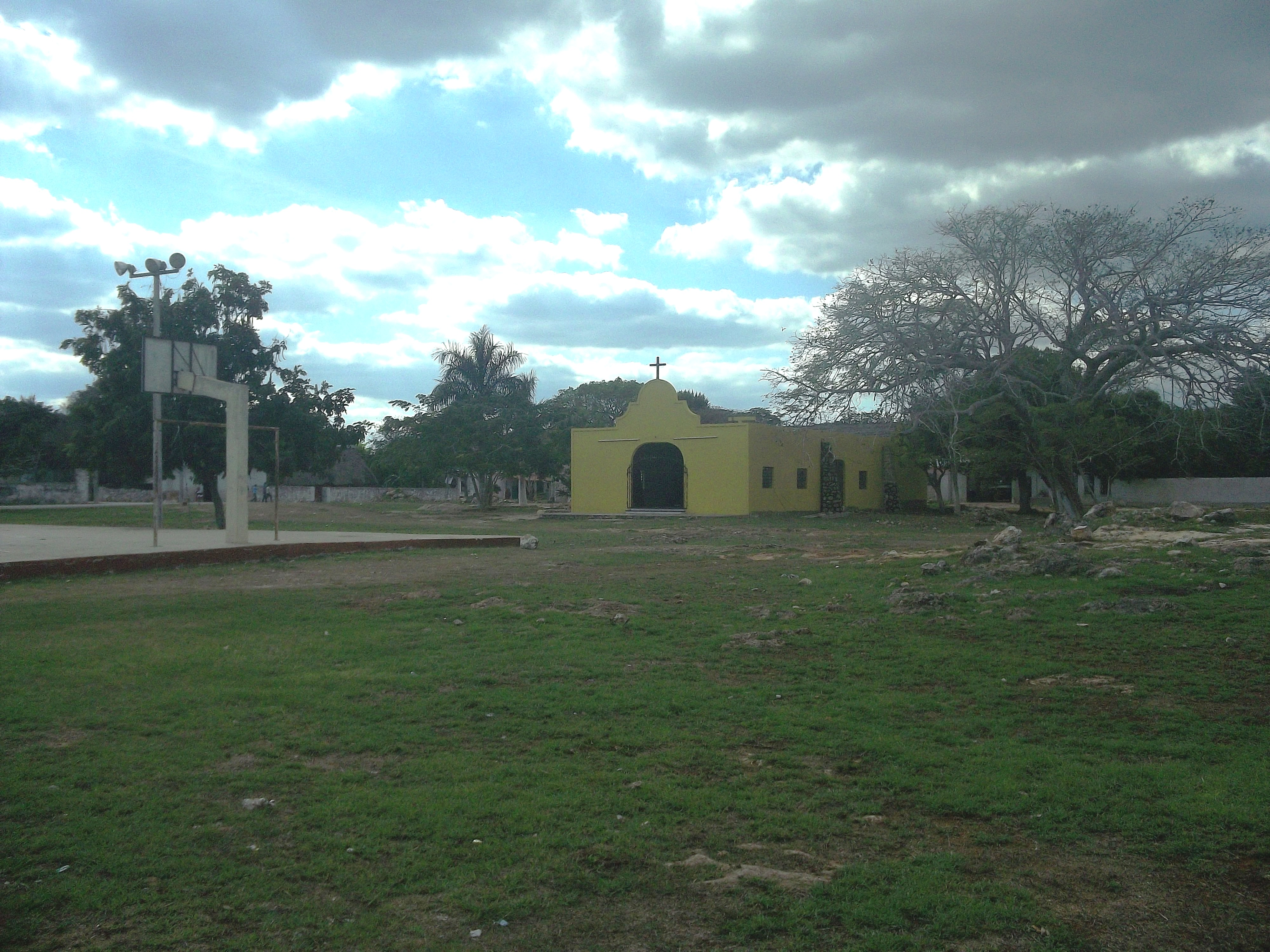
Iglesia principal de Yaxcopoil.
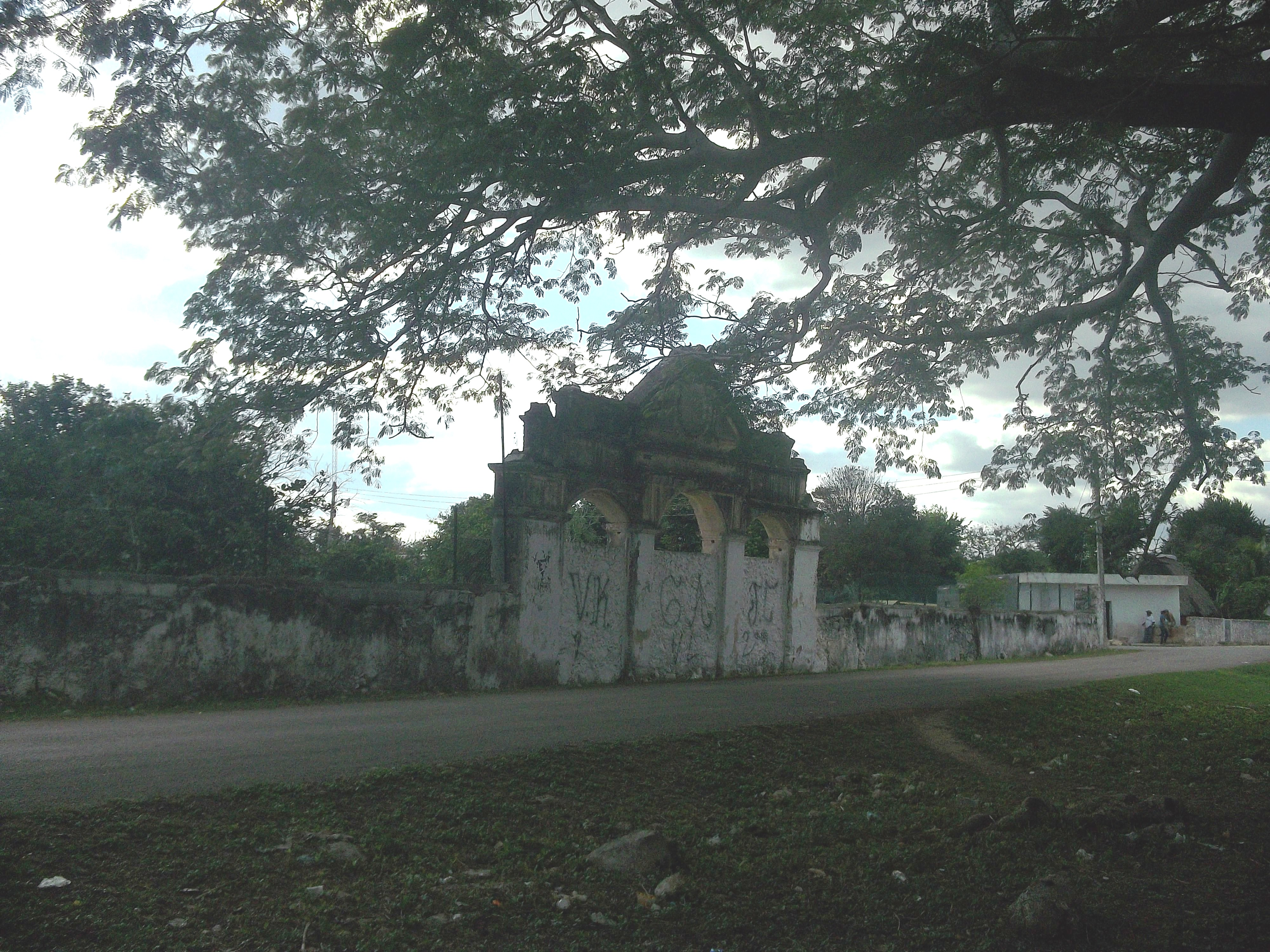
Vista de la hacienda de Yaxcopoil.
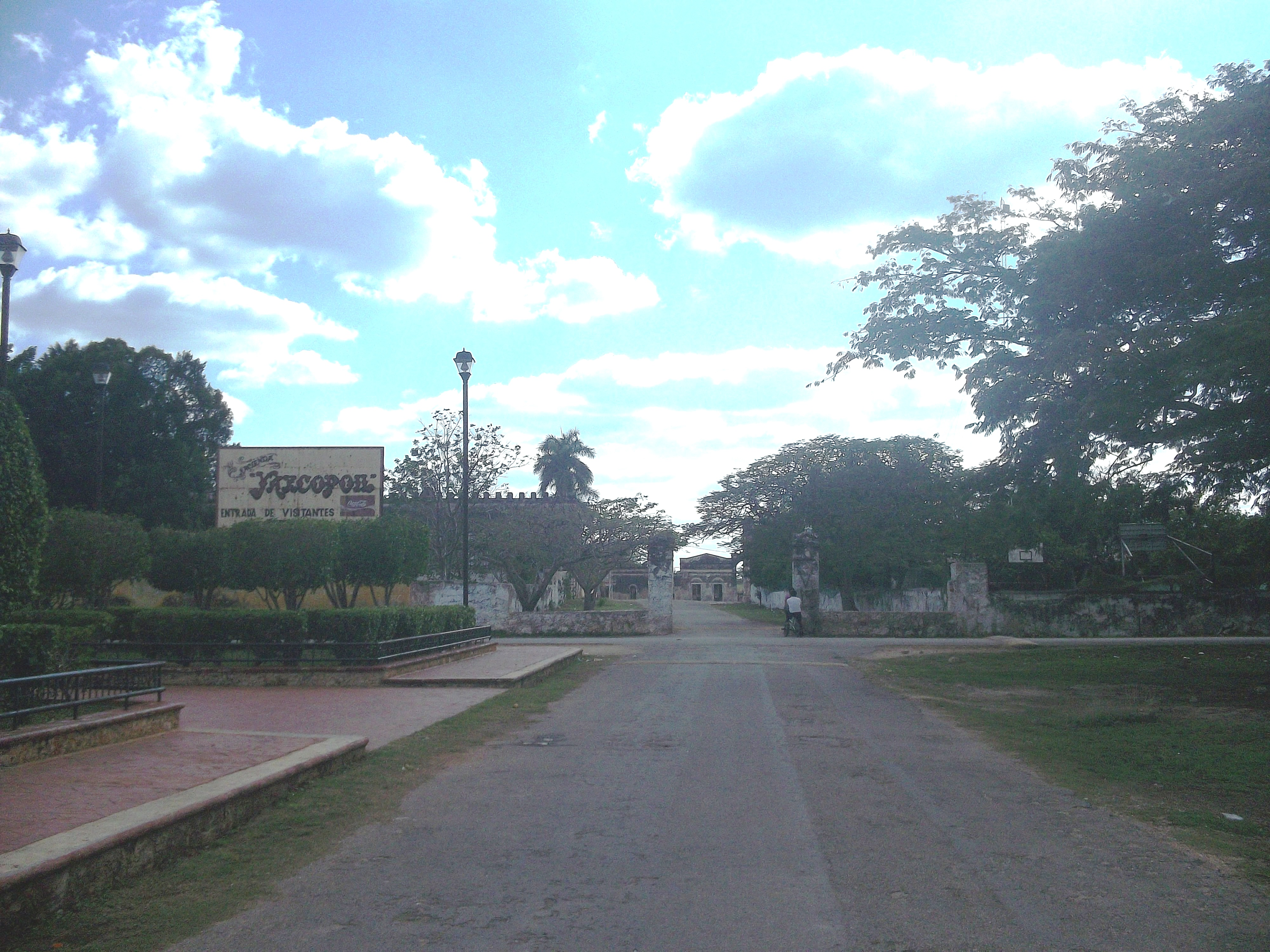
Vista de la hacienda de Yaxcopoil.
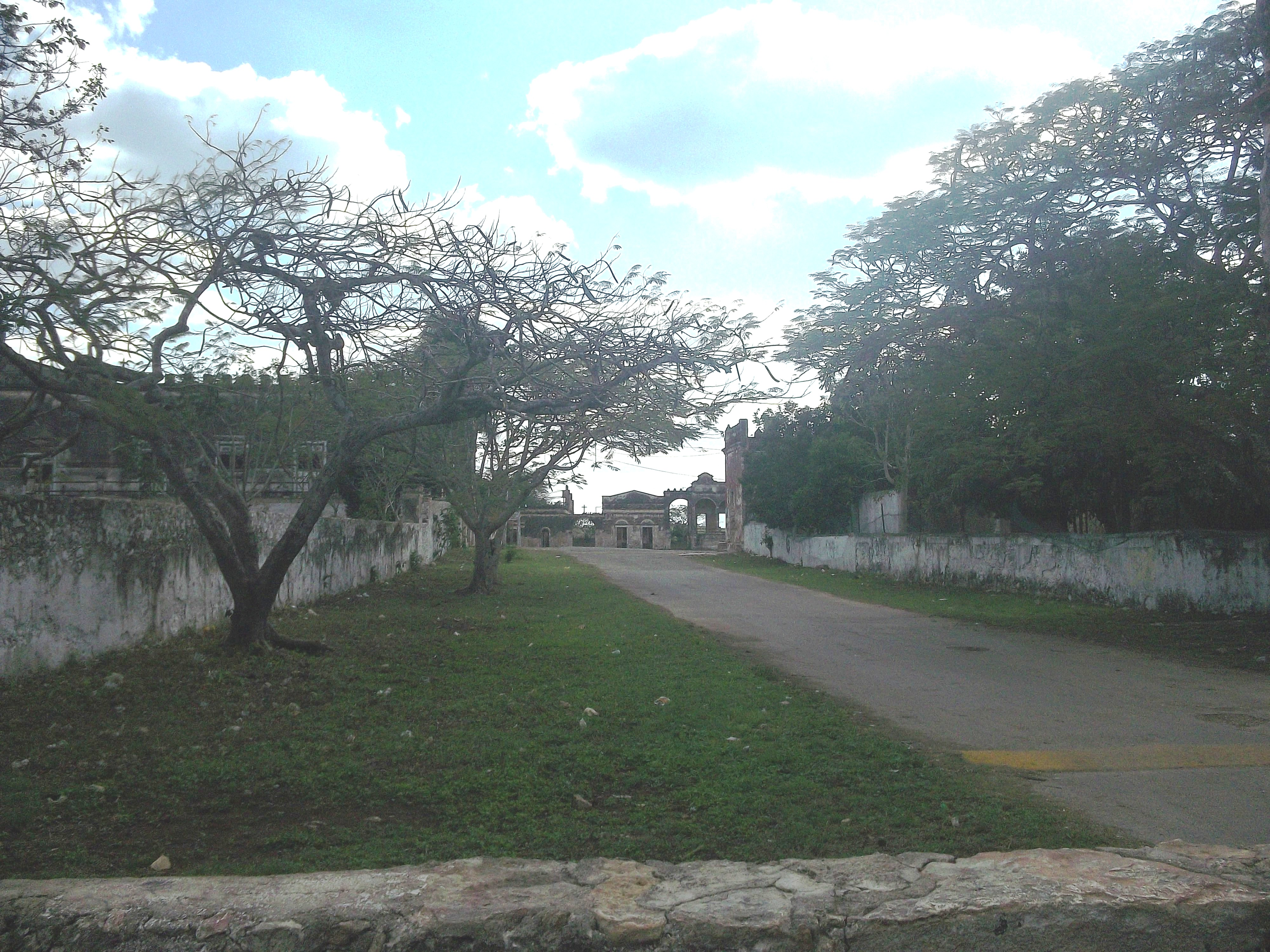
Vista de la hacienda de Yaxcopoil.
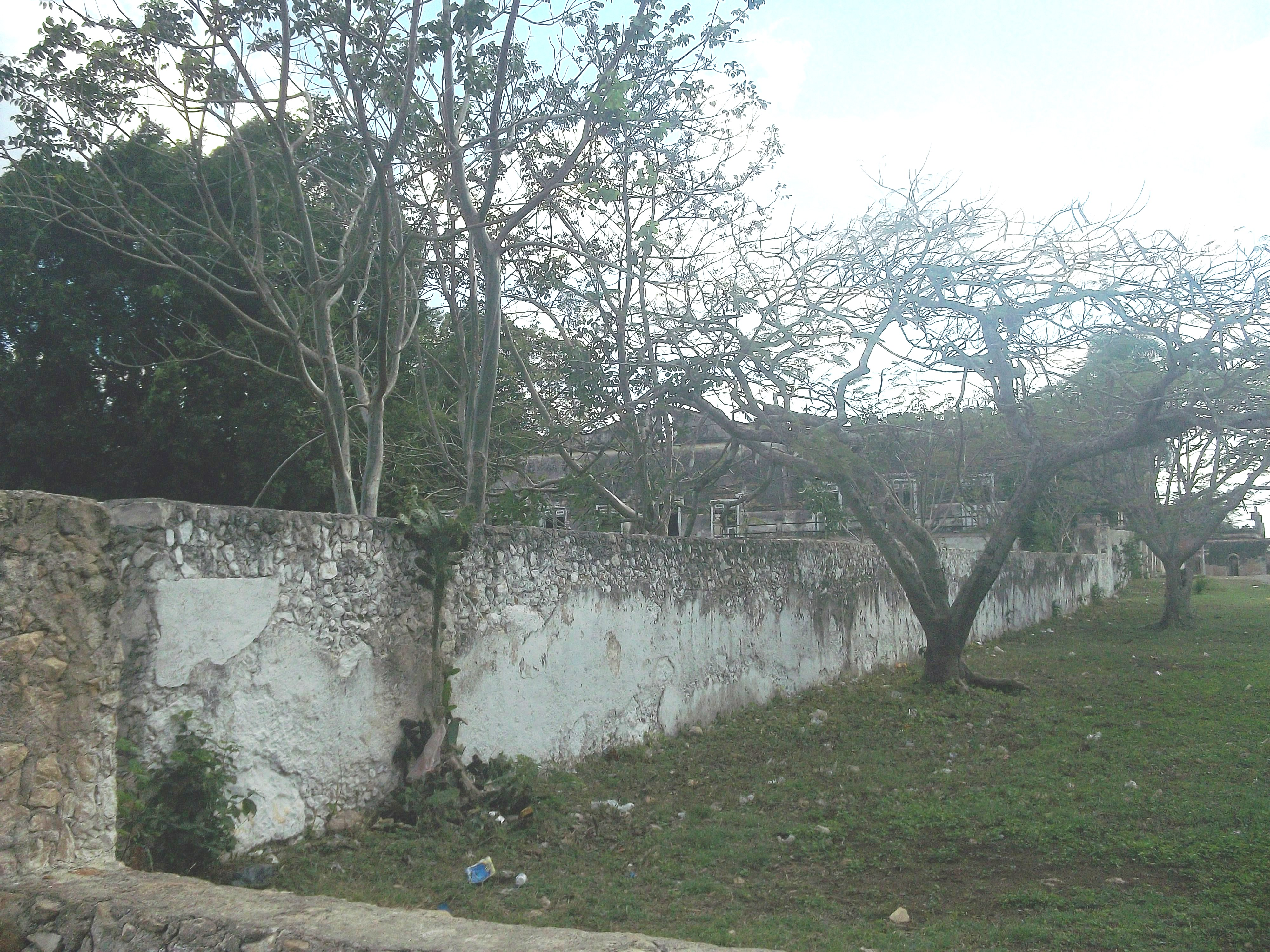
Vista de la hacienda de Yaxcopoil.
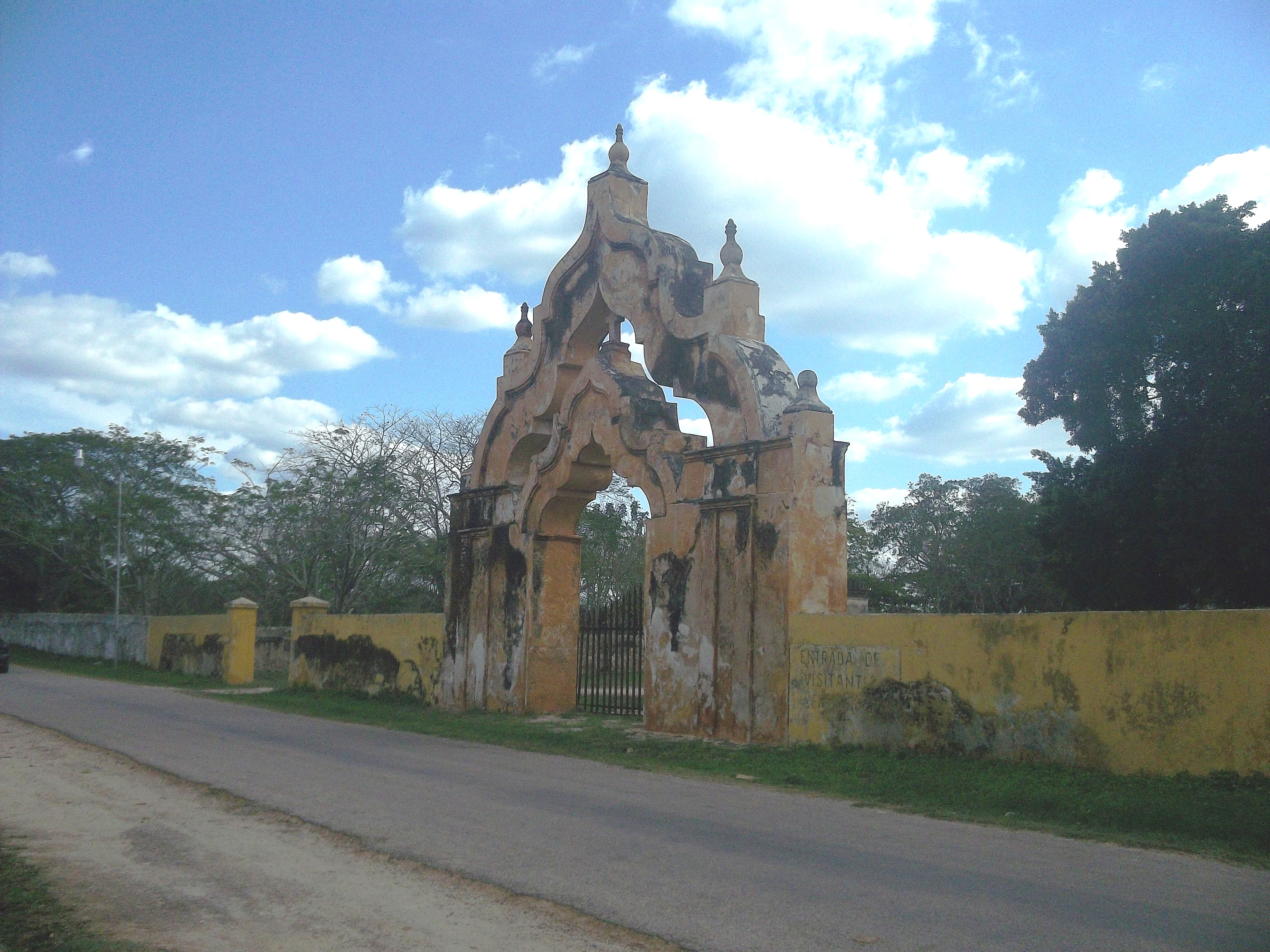
Vista de la hacienda de Yaxcopoil.
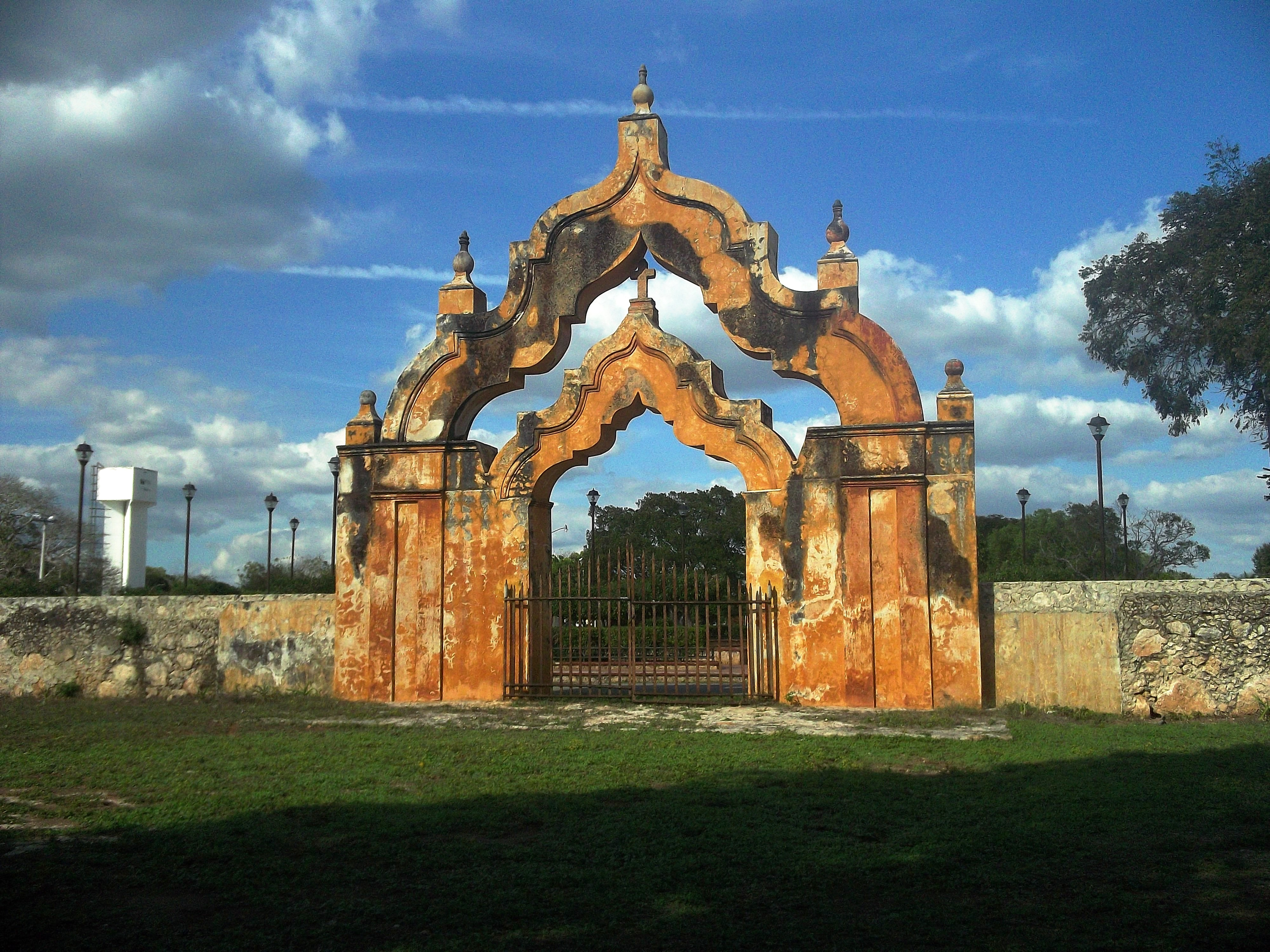
Vista de la hacienda de Yaxcopoil.
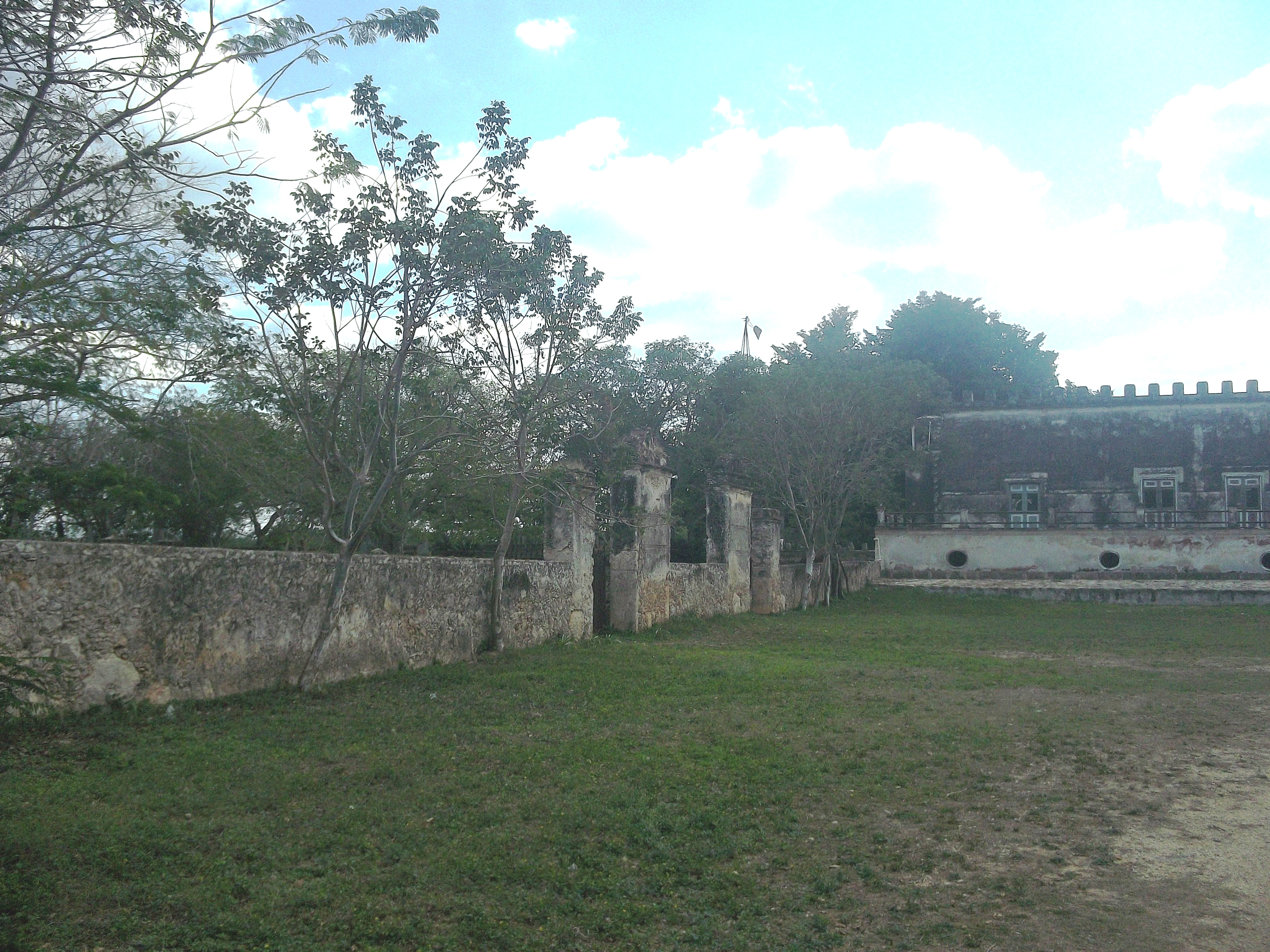
Vista de la hacienda de Yaxcopoil.
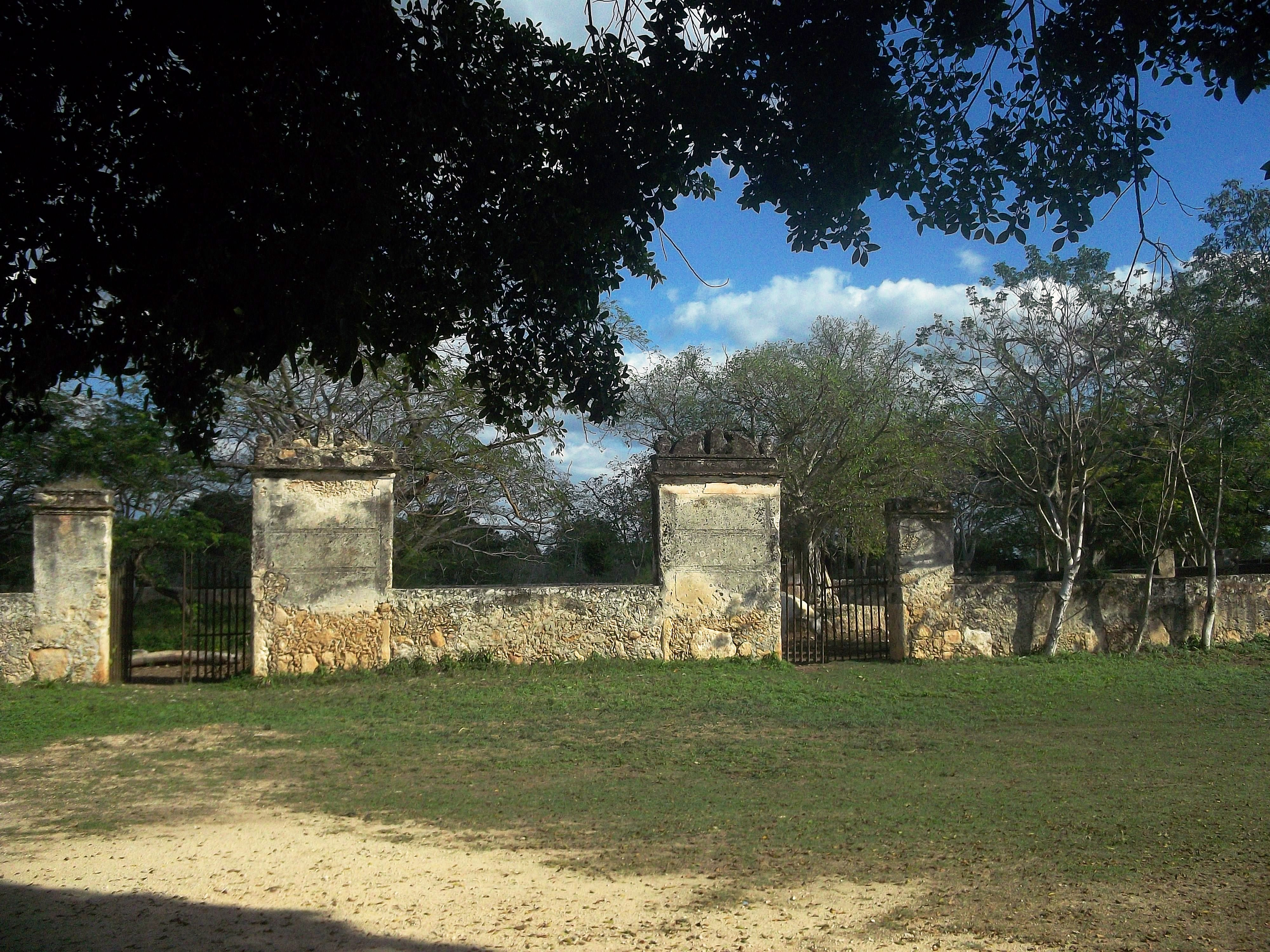
Vista de la hacienda de Yaxcopoil.
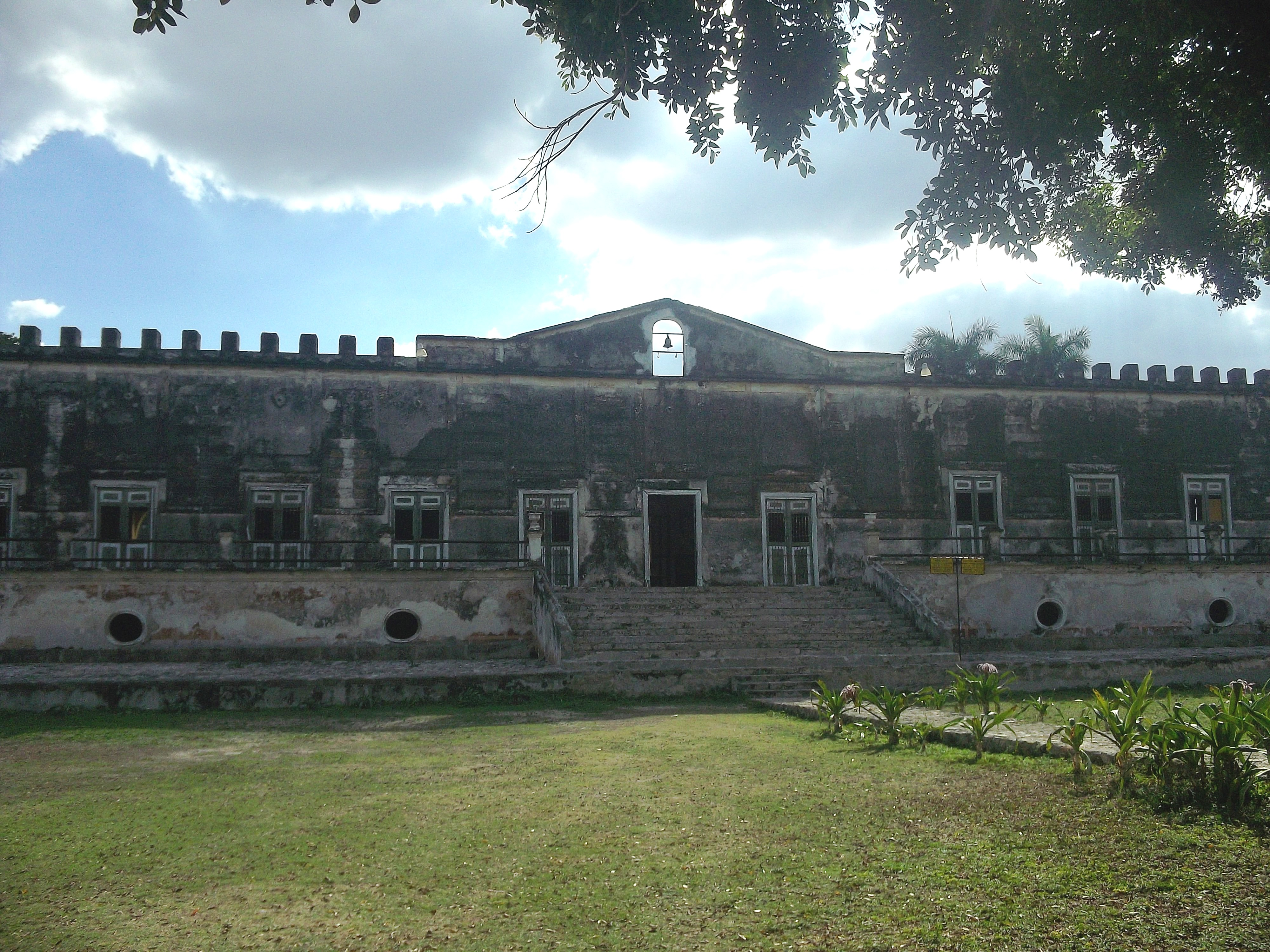
Vista de la hacienda de Yaxcopoil.
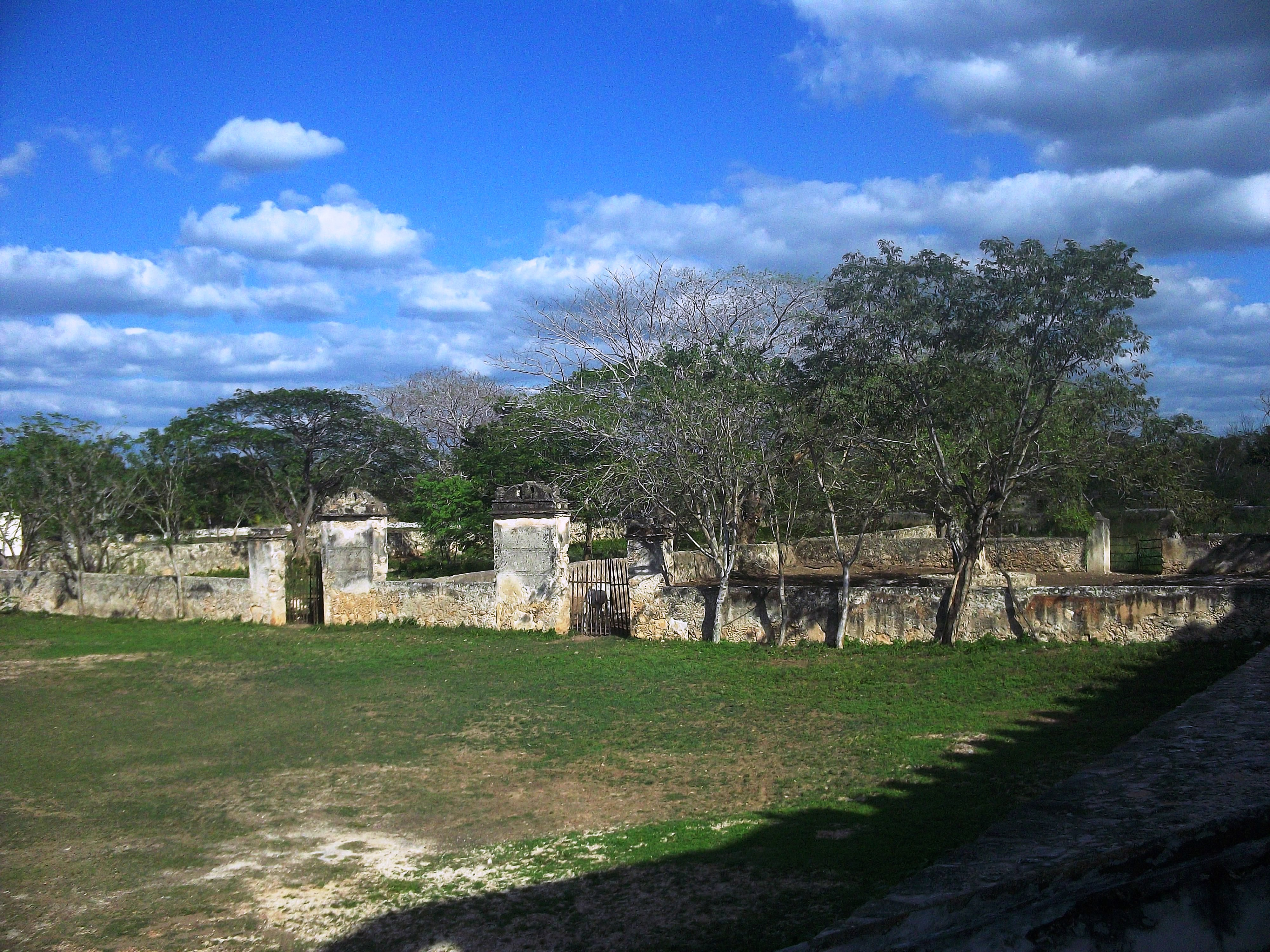
Vista de la hacienda de Yaxcopoil.